# Dieter Henkel (Suchtforscher)

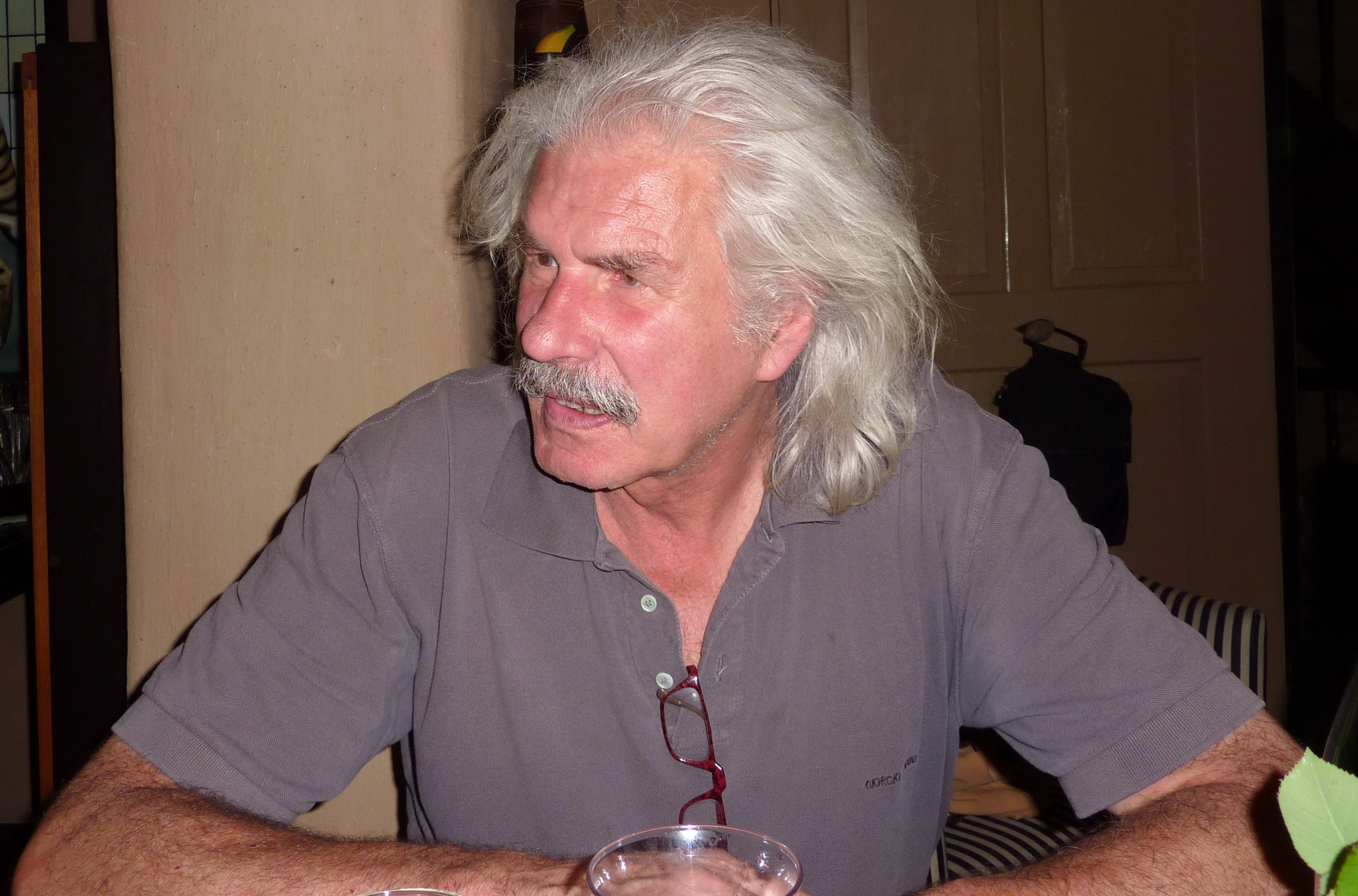
Dieter Henkel

Dieter Henkel (* 27. Januar 1944 in Bielitz; † 23. August 2023) war ein deutscher Psychologe und Professor (Frankfurt University of Applied Sciences).

## Werdegang
Henkel legte 1964 das Abitur ab und studierte von 1966 bis 1971 Psychologie und Soziologie an der Universität Hamburg und der Universität zu Köln. Von 1970 bis 1975 war er wissenschaftlicher Mitarbeiter von Reiner Bastine an den Psychologischen Instituten der Universitäten Hamburg und Heidelberg. 1991 wurde er an der Universität Bremen zum Dr. phil. promoviert mit dem Thema „Arbeitslosigkeit und Alkoholismus. Epidemiologische, ätiologische und diagnostische Zusammenhänge“.
Henkel lehrte von 1975 bis zu seiner Emeritierung im Jahr 2008 als Professor für Klinische Psychologie an der Fachhochschule Frankfurt am Main (heute: Frankfurt University of Applied Sciences). Er ist Gründungsmitglied des Instituts für Suchtforschung (ISFF) dieser Universität und gehörte ihm bis 2008 als ständiger Mitarbeiter an.
2009 und 2016 beteiligte er sich außerdem im Auftrag des Bundesgesundheits- und Bundesarbeitsministeriums an der Erhebung, Evaluation und Entwicklung von Good-Practice-Modellen in der Kooperation zwischen Jobcenter und Suchthilfe. Von 2005 bis 2021 war er Mitglied des Advisory Boards der Zeitschrift Suchttherapie, von 2015 bis 2021 Mitglied des wissenschaftlichen Beirats der Zeitschrift SuchtAktuell und von 2014 bis 2021 Redakteur der Zeitschrift Sucht. Außerdem war er von 2012 bis 2020 wissenschaftlicher Kurator der Deutschen Hauptstelle für Suchtfragen (DHS).

### Privates
Henkel war in erster Ehe mit der Wissenschafts- und Kulturjournalistin Rosvita Krausz und in zweiter Ehe mit der psychologischen Psychotherapeutin Antje Scholtz verheiratet. Er war Kunstliebhaber und -sammler, besonders der klassischen Moderne.

## Forschungsschwerpunkte
Henkels Schwerpunkte waren die Suchtforschung, insbesondere im Kontext von sozialer Ungleichheit, Arbeitslosigkeit und Armut sowie Suchtrehabilitation. Von 1975 bis 1986 bearbeitete er zusammen mit Dorothee Roer Themen psychiatrischer und psychosozialer Versorgung aus unterschiedlichen Perspektiven. Zum Beispiel gingen sie der Frage nach, wie die in den 1970er Jahren anstehende Erweiterung der psychiatrisch-psychotherapeutischen Versorgung bedarfsorientiert, d. h.  nicht von wirtschaftlichen und standespolitischen Interessen dominiert, gestaltet werden könnte.  Im Kontext der ersten Psychiatrie-Enquete und in Kritik an medizinischen Krankheitsmodellen legten sie erste umfängliche Bestandsaufnahmen zur sozialepidemiologischen Forschung in Deutschland vor. Von 1982 bis 1986 leiteten Henkel und Roer das (vom Hessischen Ministerpräsidenten und Sozialminister geförderte) Forschungsprojekt Psychiatrie im Faschismus – die Anstalt Hadamar 1933–1945, woraus auch eine Monografie entstand.
Ab den 1980er Jahren widmete sich Henkel intensiv dem  Thema Sucht, Arbeitslosigkeit und Armut. Ein Schwerpunkt seiner Forschung war die epidemiologische Dokumentation und Analyse des Zusammenhangs von Arbeitslosigkeit und Sucht sowie Armut und Sucht.

## Mitgliedschaften
- Mitglied der Gewerkschaften ÖTV/Ver.di
- Mitglied der Deutschen Gesellschaft für Suchtforschung und Suchttherapie
- Mitglied der Deutschen Gesellschaft für Soziale Psychiatrie
- Mitglied im Bund demokratischer Wissenschaftlerinnen

## Schriften (Auswahl)
- Empirische Materialien zum Alkoholismus in der BRD im Zusammenhang mit Sozialschicht, Arbeitslosigkeit und Frühinvalidität. In: Das Argument, Jahrbuch für kritische Medizin Bd. 4, Argument-Sonderband 37, 1979, S. 86–113.
- mit Dorothee Roer: Sozialepidemiologie psychischer Störungen in der BRD. Argument-Verlag, Berlin 1980
- mit Dorothee Roer: Psychisch gestörte Subjektivität. Ein Ansatz auf der Basis der Tätigkeitspsychologie A.N. Leontjews. In: Institut für marxistische Studien und Forschungen (Hrsg.): Marxistische Persönlichkeitstheorie. Internationale Beiträge. Institut für marxistische Studien und Forschungen, Frankfurt am Main 1986, S. 278–294.
- als Hrsg. mit Dorothee Roer: Psychiatrie im Faschismus. Die Anstalt Hadamar 1933–1945. Psychiatrie-Verlag, Bonn 1986, 6. Auflage Mabuse Verlag, Frankfurt am Main 2019, ISBN 978-3-929106-20-6.
- Arbeitslosigkeit und Alkoholismus. Epidemiologische, ätiologische und diagnostische Zusammenhänge. In: Reihe Psychologie sozialer Ungleichheit Bd. 3. Deutscher Studien Verlag, Weinheim 1992.
- als Hrsg.: Sucht und Armut. Alkohol, Tabak, illegale Drogen. Leske & Budrich, Opladen 1998, ISBN 3-8100-1885-6.
- „Trunksucht ist die Mutter der Armut“ – zum immer wieder fehlgedeuteten Zusammenhang von Alkohol und Armut in Deutschland vom Beginn des 19. Jahrhunderts bis zur Gegenwart. In D. Henkel (Hrsg.): Sucht und Armut. Alkohol, Tabak, illegale Drogen. Leske & Budrich, Opladen, 1998, ISBN 3-8100-1885-6
- Alkohol- und Tabakprävention für Arbeitslose, Arme und Obdachlose. In Bettina Schmidt, Klaus Hurrelmann (Hrsg.): Präventive Sucht- und Drogenpolitik. Ein Handbuch. Leske & Budrich, Opladen 2000, ISBN 3-8100-2636-0.
- mit Peer Dornbusch, Uwe Zemlin: Prädiktoren der Alkoholrückfälligkeit bei Arbeitslosen 6 Monate nach Behandlung: Empirische Ergebnisse und Schlussfolgerungen für die Suchtrehabiliation. In: Suchttherapie 4/2005, S. 165–175
- Pharmakologisches Neuro-Enchancement in der Arbeitswelt: Verbreitung und Prävention. In R. Gaßmann, M. Marchlewicz, A. Koeppe (Hrsg.): Hirndoping – der große Schwindel.  Beltz-Juventa, Weinheim, 2013, ISBN 978-3-7799-2829-4.
- Soziale Ungleichheit und Konsum von psychoaktiven Substanzen und Glücksspielen bei Kindern und Jugendlichen. Stand der epidemiologischen Forschung in Deutschland und präventive Schlussfolgerungen. In Maria A. Marschwacka (Hrsg.): Gesundheitsförderung im Setting Schule. Springer VS, Wiesbaden 2013, ISBN 978-3-658-00527-6.
- Ein Überblick über empirische Daten zur Prävalenz des Substanzkonsums, des problematischen Glücksspiels und suchtförmiger Essstörungen bei Hartz-IV-Beziehenden. In: Suchttherapie 3/2016, S. 106–114.